# Taunusstraße (Frankfurt am Main)
Die Taunusstraße ist eine Innenstadtstraße in Frankfurt am Main. Sie verläuft von der Taunusanlage quer durch das Bahnhofsviertel bis zum Hauptbahnhof.

## Geschichte
Ihren Namen verdankt die Straße, genauso wie Taunusanlage und Taunustor der Straßenverbindung in Richtung des Frankfurter Hausgebirges Taunus, die hier die mittelalterliche Stadt verließ. Ganz in der Nähe befand sich seit 1839 auch Frankfurts erster Bahnhof, die Endstation der von nach Höchst und Wiesbaden kommenden Taunusbahn, der Taunusbahnhof. Er lag etwa dort, wo heute die Kaiserstraße auf den Anlagenring mündet. 1888 wurde der neue, erheblich größere und 600 Meter weiter westlich gelegene Hauptbahnhof eröffnet und der Taunusbahnhof zusammen mit den anderen Frankfurter Westbahnhöfen stillgelegt. Auf dem freiwerdenden Gelände entstand das heutige Bahnhofsviertel mit der Kaiserstraße als prachtvollem Boulevard und den sie parallel begleitenden repräsentativen Straßenzügen Kronprinzenstraße (heute Münchener Straße) und Taunusstraße.

## Lage und Bedeutung
Ihre südliche Parallelstraße ist die bundesweit bekannte Kaiserstraße. Während diese als Synonym für den Frankfurter Rotlichtbezirk gilt, obwohl sie außerhalb der eigentlichen Toleranzzone für Prostitution liegt, ist die Taunusstraße die eigentliche Hauptstraße des Frankfurter Rotlichtviertels. Hier und in ihren Querstraßen Elbe- und Moselstraße befinden sich zahlreiche Bordelle und andere Einrichtungen der Branche.
Der östlichste Abschnitt der Taunusstraße, zwischen Weserstraße und Taunusanlage, ist dagegen von der ehemaligen Konzernzentrale der Dresdner Bank geprägt. Der 166 m hohe Silberturm, von 1978 bis 1990 das höchste Gebäude Deutschlands, steht auf der südlichen Straßenseite an der Ecke Taunus- und Weserstraße. Direkt gegenüber, auf dem Grundstück der früheren Konzernzentrale der Philipp Holzmann AG, steht das 2004 fertiggestellte, 154 m hohe Hochhaus Skyper, zu seinen Füßen die 1915 erbaute Villa, ehemaliger Sitz des Holzmann-Vorstandes.

## Karten
|  |  |